# Charlotte Perriand
Charlotte Perriand   (París, 24 d'octubre de 1903 - París, 27 d'octubre de 1999) va ser una arquitecta i dissenyadora francesa. Va desenvolupar el disseny dels mobles de la casa moderna, que deixen d'entendre's com a objectes autònoms i artístics per passar a ser artefactes funcionals vinculats a l'estructura domèstica, i va ser una de les impulsores de l'arquitectura interior moderna. Va treballar en l'estudi de Le Corbusier com a responsable de mobiliari i interiors.

## Biografia
Nascuda a París, filla d'un sastre i una modista d'alta costura. El 1920 es va matricular a l'escola de la Unió Central d'Arts decoratives on durant 5 anys va estudiar disseny de mobles. Frustrada per l'enfocament basat en l'artesania i l'estil Beaux-Arts que defensava l'escola, Perriand va buscar inspiració en l'estètica de la màquina dels cotxes de motor i bicicletes que veia als carrers de París.
Es va donar a conèixer a l'edat de 24 anys amb el seu Bar sota el sostre d'acer cromat i alumini anoditzat que va ser presentat en el Saló de tardor de 1927 amb aclamació de la crítica. Poc després va iniciar una marxa en comú de més de deu anys amb Pierre Jeanneret i Le Corbusier, quedant al càrrec de l'«equipament de l'habitació» (entengui's aquest últim terme com a sinònim d'habitar). Conjuntament van presentar en 1929 en el Saló de tardor: L'equipament de l'habitació: prestatgeries, cadires i taules.
En 1928 va dissenyar tres butaques per a l'estudi de le Corbusier. Cada butaca tenia una base d'acer tubular cromat: una butaca per a conversa: la B301, una butaca per a la relaxació LC2 Gran Confort i una tercera butaca per dormir, la Chaise Longue B306.
En 1929, juntament amb René Herbst i Pierre Chareau es va convertir en un dels membres fundadors de la UAM (Union des Artistes Modernes), presidida per Robert Mallet-Stevens.
Va mantenir, igualment, estrets llaços amb el taller de Jean Prouvé en Nancy, amb l'arquitecte Paul Nelson o el taller de Lagneau-Weill-Dimitrijevic (LWD).
A partir dels anys 1940 el seu estil es va veure fortament influenciat per l'estètica oriental després d'una estada al Japó entre 1940 i 1942, on va entrar en contacte amb el moviment Mingei.

## Conceptes i compromís, en l'equip de le Corbusier

### La UAM, i el CIAM

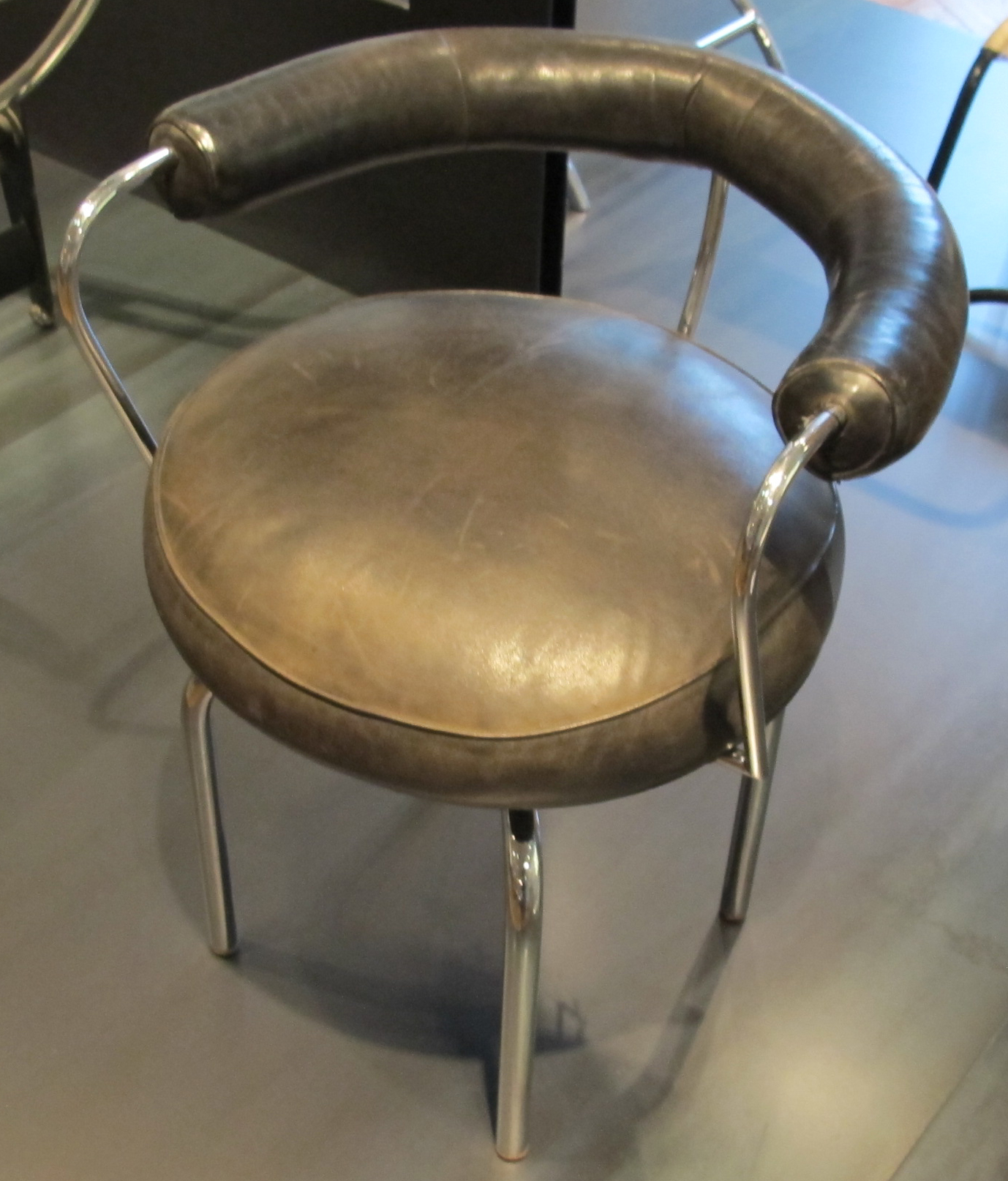
Siège pivotant (1927), Musée des Arts Décoratifs, París

Tan aviat com en 1927 Charlotte Perriand es va incorporar a l'estudi de Pierre Jeanneret i Le Corbusier, va decidir trencar amb l'academicisme arquitectònic per adoptar teories que tinguessin en compte els materials, la funcionalitat i els plaers del benestar. Es va interessar per l'habitatge sòcia,l que va ser un dels temes més recurrents, per la seva emergència, en el període d'entreguerres. En aquest període, per tenir-se per arquitecte modern calia implicar-se decididament en aquesta qüestió.
En 1929, guiada per un esperit renovador va dimitir del Saló d'artistes decoradors i va fundar juntament amb altres membres la Union des Artistes Modernes, destacant Robert Mallet-Stevens. Aquest moviment es va proposar explorar les possibilitats dels nous materials i tècniques per adaptar-les a una visió moderna i actualitzada de les arts decoratives.
El novembre de 1931, Le Corbusier signava un article de trenta pàgines que contenia estudis i dibuixos i que va aparèixer en el novè número de la revista Plans. S'hi presentava el seu treball entorn d'una habitació mínima de 14 m² per habitant. Charlotte Pierrand va col·laborar activament en aquest estudi, els 184 documents originals van ser més tard localitzats en el seu arxiu privat i nopas en el de l'estudi compartit. Això porta a pensar que és atribuïble a ella gran part de l'autoria. Però no serà fins a la publicació d'un llibre en 1935 quan el seu nom aparegui clarament com a col·laboradora.
El 1933, al IV congrés dels CIAM, que va tenir lloc a Atenes, Le Corbusier va expressar amb aquestes paraules el pensament d'una trentena d'arquitectes europeus, entre els quals es trobava Perriand sobre «la necessitat d'una concepció nova de l'arquitectura, que satisfaci les demandes materials, sentimentals i espirituals de la vida actual».
En 1934 amb motiu d'un concurs organitzat per Paul Breton i la revista Architecte d'Aujourd'hui, el tema de la qual era «La casa individual, per a una família composta pels pares i tres fills», els membres de la UAM van desvetllar el principi de la modulació. El 1935 van ser de nou sol·licitats amb la finalitat de reflexionar sobre «una casa de cap de setmana»; aquesta hauria de poder acollir una parella amb tres fills i dos convidats, tot això amb una estructura lleugera i desmuntable. Els projectes més valorats serien exposats en la 2a Exposició sobre l'habitació d'aquest mateix any. Charlotte Perriand va proposar una casa modulada fins a l'extrem, tant interiorment com exteriorment. Va recórrer per a això al concepte de zonificació que havia desenvolupat juntament amb Le Corbusier per al Congrés CIAM de Brussel·les, que consistia en l'ús d'envans corredissos amb la finalitat de modelar l'habitatge segons les necessitats dels ocupants.
La casa de cap de setmana de Perriand era una espècie de «tenda de campanya» feta en fusta i metall i elevada 50 cm sobre una plataforma. Estava composta per diverses cel·les juxtaposades de 9 m², el nombre era variable, sempre depenent de les necessitats i del pressupost. Va rebre el segon esment en aquest concurs.
Perriand desenvoluparia d'ara endavant projectes de la mateixa índole, aplicant-hi el concepte de la «prefabricació». Tal és el cas del Refugi Bivouac (1936-1937, enginyer André Tournon), instal·lat en el vessant de la Muntanya Joly, a Megève, Alta Savoia. Aquest podia acollir sis persones en 8 m², estava compost per elements prefabricats que s'articulaven entorn d'una armadura de tubs d'alumini lleugers però robusts. Tot ells es podien assemblar en tan sols quatre dies. L'equipament interior estava pensat perquè fos molt compacte, fàcilment transportable, amb una cuidada funcionalitat i ajustat econòmicament. El mobilari va ser concebut abans que l'arquitectura, la qual cosa va ser una novetat en el seu temps, amb la finalitat que s'integrés plenament en el conjunt de l'estructura. Aquestes innovacions van ser desenvolupades juntament amb Jeanneret i Le Corbusier, a partir dels estudis per a la cel·la de 14 m² en els quals havien treballat prèviament.

### El compromís polític
Quan els efectes de la Gran Depressió van arribar a França, no pocs intel·lectuals i artistes es van alçar com a «directors de consciència».
Influenciada per les seves conviccions polítiques, Charlotte Perriand va realitzar per a l'Exposició Universal de 1935, en col·laboració amb René Herbst, Louis Sognot, le Corbusier i Pierre Jeanneret, La casa de l'home jove. L'espai es dividia en dues zones, una per a l'esperit i una altra per al cos. Le Corbusier va estar al càrrec de concebre la part intel·lectual, René Herbst la sala de gimnàstica. Aquí es va situar instrumental esportiu divers, així com la Cadira Sandow, obra del mateix Herbst. Fernand Léger va pintar un fresc per a aquest espai. Les zones estaven separades per un mur de xarxa que retenia moltes pilotes de bàsquet. A l'altre costat hi havia la sala d'estudi, que s'atribueix a Le Corbusier, Jeanneret i Perriand. Estava dotada amb mobiliari fet a partir de materials naturals, com una butaca de fusta i palla (fr: fauteuil en bois paillé) obra de Perriand. En una de les portes de les prestatgeries es podia llegir el Manifest a la glòria de París i el Pla Voisin de Le Corbusier. En una de les parets, Pierrand va dibuixar en guix la planta de l'habitatge acompanyat dels noms dels seus creadors sense oblidar la seva afiliació als CIAM i la UAM, com un signe de compromís.
Moguda per una creixent voluntat de compromís, Charlotte Perriand va participar en el Saló de les Arts Domèstiques (fr: Arts Ménagers) de 1936. En aquell any, aquest esdeveniment va estar més dedicat al mobiliari que a la decoració. Els participants havien de condicionar un espai reduït de 3 per 4 metres, que es corresponia amb la grandària d'un habitatge protegit del moment (Habitation à Bon Marché, els actuals HLM, en les seves sigles franceses). Charlotte va proposar una sala d'estar de pressupost assequible on situar mobiliari a l'abast de les butxaques de les classes mitjanes colpejades per la crisi. L'espai, obert cap a una terrassa, acull una gran taula de roure massís per als menjars, així com dues butaques plegables i apilables gràcies al seu disseny tubular (ideats per Thonet). André Hermant va disposar un pràctic armari de rebost, mentre que Jourdain i André Louis van aportar-hi una petita taula de fumador. En una altra habitació Charlotte va crear un fotomuntatge titulat La gran misèria de París. En ell es mostrava com la ciutat s'estenia anárquicamente, al mateix temps que s'apreciaven les condicions de vida dels seus habitants. Eren 16 metres composts d'imatges dels barris acomodats, de la banlieue i d'escenes de la vida quotidiana acompanyades de missatges com ara «superpoblació, habitatges miserables, malalties», «els diners existeixen», «feina per a tots». Aquest acte plenament polític va suposar la seva identificació pública amb el comunisme.

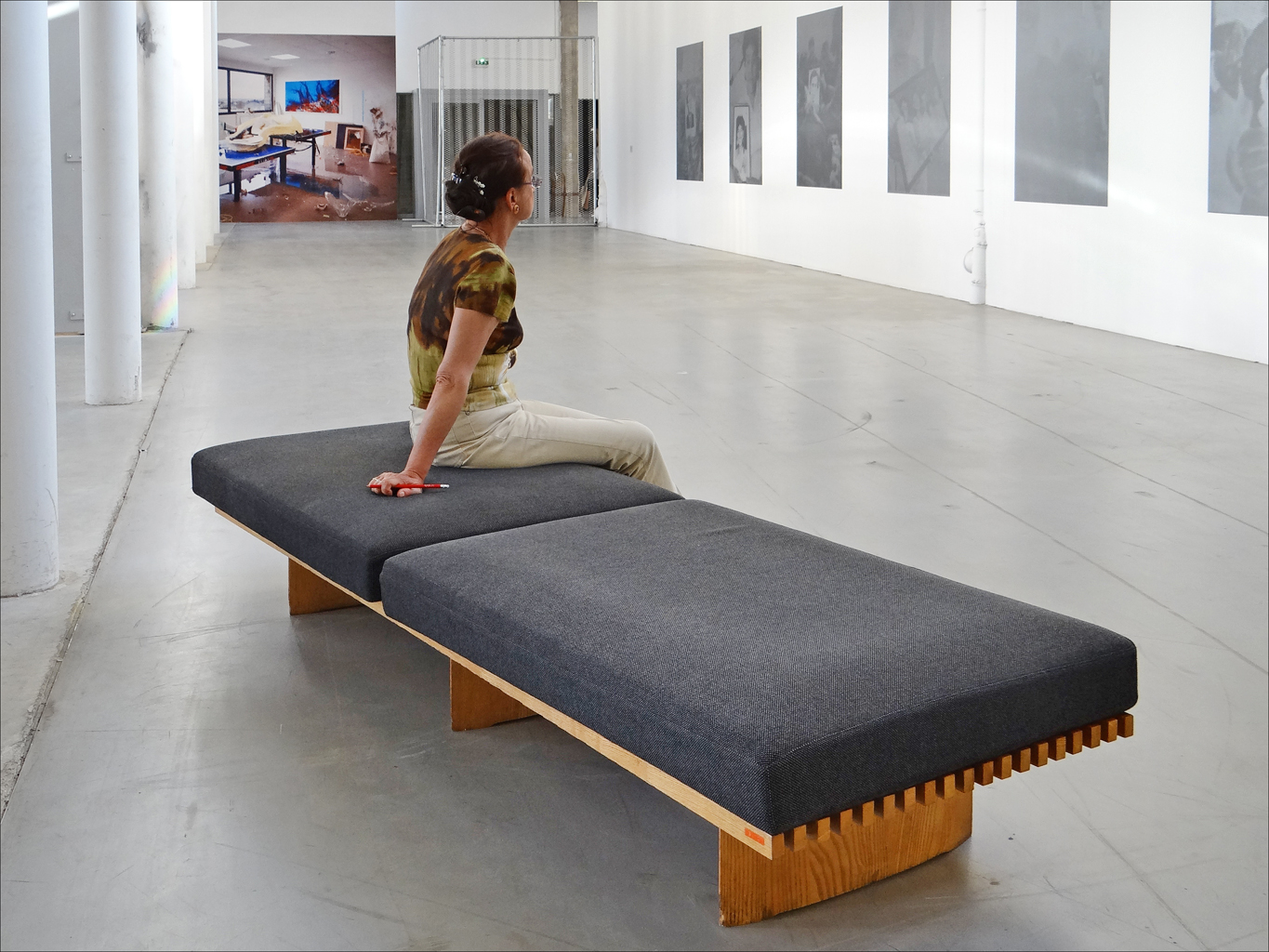
Banc creat per a l'exposició "La síntesi de les arts" organitzada a Tòquio (1955)

L'arribada al poder del Front Popular el 1936 va comportar la immediata millora de les condicions laborals dels obrers amb augments de salari, limitació d'horari de treball i el dret sindical, entre d'altres. Els obrers gaudirien per primera vegada de vacances pagades, l'estiu de 1936. No seria casual, per tant, que la revista Architecture d'Aujourd'hui organitzés un concurs centrat en l'oci amb motiu de l'Exposició de l'Habitatge, en el qual Charlotte Pierrand participaria.
L'agost de 1936 Georges Monnet, qui va ser Ministre d'Agricultura, va sol·licitar a Perriand que adeqüés la sala d'espera del Ministeri. Para això usaria el mateix procés que amb La gran misèria de París, una "manera d'expressió realista, accessible, comprensible i eficaç". En aquesta ocasió va realitzar un fotomuntatge titulat L'ofici del blat, el qual tractava sobre el món agrícola d'una manera temàtica. Va dedicar un dels tres envans a les dures condicions de treball dels camperols, i enfront del mateix va tornar al tema del progrés tècnic. Tots dos estaven enllaçats per diversos diagrames de la producció agrícola i mapes de França. D'aquesta manera, va abordar aquesta obra amb una òptica pedagògica amb la finalitat de demostrar al públic tot l'interès posat pel govern en la política agrícola.
Charlotte continuarà la seva col·laboració amb el Ministeri d'Agricultura amb motiu de l'Exposició Internacional de París de 1937, que estava centrada en les «arts i tècniques de la vida moderna». De forma conjunta amb Fernand Léger realitzava el Pavelló de l'Agricultura. De nou recorria al fotomuntatge per il·lustrar la política agrícola del Front Popular, aquesta vegada col·locat sobre panells de fusta que donaven forma al pavelló. Els missatges expressaven els objectius del govern i les expectatives de la població.
Al mateix temps va ser mestre d'obra del Pavelló dels Temps Moderns, ideat per le Corbusier com un "museu per a l'educació popular" on, sota una immensa carpa portàtil de 31 per 35 m, es mostraven les possibilitats i bondats del nou urbanisme. Múltiples artistes pertanyents als CIAM van il·lustrar les quinze temàtiques de les quals es componia l'espai. Va ser per a ells l'ocasió ideal per reafirmar-se com a "directors de consciències", sense oblidar la posada en valor de la seva obra. No obstant això, Perriand es va veure obligada a cedir l'adreça d'obra a André Masson a causa de dificultats relacionades amb l'ambició del projecte, així com a problemes econòmics, ideològics i humans. Això va significar la seva ruptura definitiva amb l'estudi de le Corbusier.

## Japó

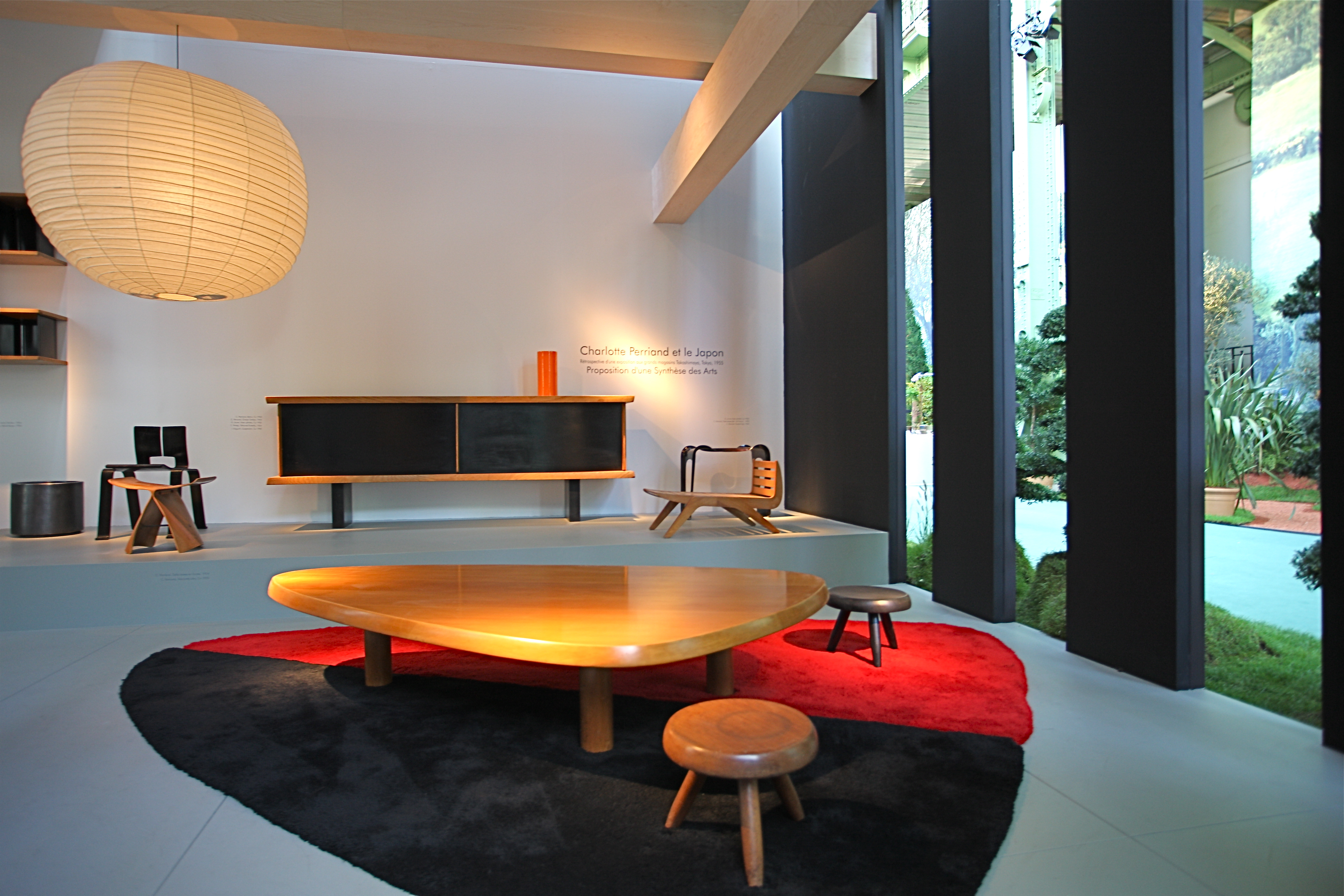
Taula i cadires, Grand Palais, 2008

Charlotte Perriand va viure al Japó entre la tardor de 1940 i l'hivern de 1942. Allí va ocupar el càrrec d'assessora artística per al Ministeri de Comerç i Indústria. La invitació li va arribar per mitjà de Junzo Sakakura, amb qui va treballar en l'estudi de le Corbusier entre 1931 i 1936.
Perriand va donar al Japó una sèrie de conferències sobre les arts decoratives i va visitar tallers i escoles. Va organitzar una exposició titulada «Selecció-Tradició-Creació» que va tenir lloc entre març i maig de 1941 en els locals comercials de Takashimaya a Tòquio i Osaka. La seva influència sobre el disseny japonès és palpable després de la Segona Guerra Mundial, particularment en l'obra de Sōri Yanagi, Daisaku Choh o Kazuo Shinohara.
A l'inici de la Segona Guerra Mundial, quan Japó es va aliar amb Alemanya, va decidir tornar a París sense èxit a causa del bloqueig naval i es va quedar exiliada 4 anys a Vietnam. En la seva experiència asiàtica va desenvolupar treballs amb bambú, dels quals va néixer una reinterpretació de la LC-4, la Tòquio Chaise Longue.

## Entre 1950 i 1990
Entre 1967 i 1986 Charlotte Perriand va participar en la concepció de l'estació d'alta muntanya dels Arcs, en el departament de Savoia, tant en la seva arquitectura com en el condicionament interior.
En 1993 va crear l'Espai Te per a la UNESCO, inspirat en els pavellons de te japonesos.
La firma Cassina reedita part del seu mobiliari a partir del 2004.

## Vida personal
Perriand es va casar dues vegades. La primera en 1926, un any després de graduar-se i es divorcia en 1930. La segona, amb Jacques Martin. Aquest segon matrimoni es va celebrar durant el seu exili a Vietnam, on també va néixer la seva filla Pernette.

## Cronologia
- 1928: Condiciona l'interior de la vila Churc en Ville-d'Avray i de la vila La Roche a París (arquitectes: Le Corbusier i Pierre Jeanneret)
- 1930-1932: Equipa les habitacions per als estudiants i el vestíbul-biblioteca del Pavelló Suís a la Ciutat Universitària de París (arquitectes: le Corbusier i Pierre Jeanneret)
- 1932: Condiciona els barracons, menjadors, cuines i guarderies de la Ciutat del Refugi de l'Exèrcit de Salvació (arquitectes: Le Corbusier i Pierre Jeanneret)
- 1933: Participa en l'obra del Centre-Soyuz a Moscou, URSS (arquitectes: Le Corbusier i Pierre Jeanneret)
- 1936: Realitza el fotomontaje La Gran Misèria de París. Realitza un segon muntatge sota el títol El ficio del blat en la sala d'espera del Ministeri d'Agricultura.
- 1937: Fotomontaje amb el programa del Front Popular.
- 1938: Acondionamiento d'un hotel en Saint-Nicolas de Véroce (Alta Savoia).
- 1939: Treballa en el condicionament d'un hotel per a l'estació d'esports d'hivern en Méribel-els-Allues (arquitecte: Henri-Jacques Li Même).
- 1943-1946: Realitza un pavelló per a l'exposició d'artesania en Hanói, llavors Indoxinesa Francesa.
- 1946-1948: Treballa en l'arquitectura interior dels primers edificis de l'estació d'esports de invierio en Méribel-els-Allues. Allí crearia nombrosos mobles (arquitectes: Paul Grill, Christian Durupt, assistit per André Detour).
- 1946-1948: Duu a terme juntament amb Pierre Jeannert mobiliari econòmic en fusta, produït entre 1946 i 1951 per la Societat per a l'Equipament de la Casa, més tard pel BCB.
- 1946-1956: Mobiliari de l'Hospital Memorial francoamericà de Saint-Lô, al costat de Paul Nelson.
- 1952: Concep el condicionament interior de la Ciutat Universitària Internacional de París per a la Casa de Tunísia (arquitecte: Juan Sebag) i la Casa de Mèxic (arquitectes: Jorge i Roberto Medellín).
- 1952: Prototip de cuina-bar per la Unité d'Habitation de Marsella, juntament amb Le Corbusier.
- 1954: Condicionament interior de l'Hotel de França a Guinea, juntament amb Jean Prouvé i el Taller LWD.
- 1957: Condiciona les oficines de Air France a Londres (arquitecte: Peter Bradock) així com la Casa del Sahara (arquitectes: Guy Lagneau i Michel Weil).
- 1958: Prototip de la Casa del Sahara per al Saló d'Arts Domèstiques enfront del Grand Palais de París (destruït), juntament amb Jean Prouvé i el Taller LWD.
- 1960-1961: Realitza el seu xalet en Méribel-els-Allues, a Savoia.
- 1967-1988: Dirigeix fins a 1982 un estudi d'arquitectes centrat en la construcció de l'estació d'hivern en Els Arcs, condicionant ella la major part dels edificis.
- 1993: Concep una casa del te en el marc d'un programa per al "diàleg entre cultures" coordinat per Hiroshi Teshigahara per a la UNESCO.
- 1999: Va visitar l'escola de Formació Professional que porta el seu nom en Genech, Departament del Nord. Allí va aprendre oficis relacionats amb la fusta, fonamentalment.

## Perriand en el cinema
El 2019 va sortir el documental Charlotte Perriand, pionera de l'art de viure (Charlotte Perriand, pionnière de l'art de vivre, França, 53 minuts), sota la direcció de Stéphane Ghez, amb música de Jean-Philippe Barrios. Amb les veus d'Elsa Lepoivre i Antoine Roux. Amb vídeos i imatges d'arxiu amb Charlotte Perriand, Le Corbusier, Pierre Jeanneret, i altres. Incorpora també algunes entrevistes amb ella. És una coproducció de Cinétévé, ARTE France i la Fondation Louis Vuitton, amb la participació dels Archives Charlotte Perriand i l'SRF Sternstunde Kunst i el suport del Centre Nacional de Cinéma et de l'image animée de França, entre d'altres. La pel·lícula ha estat subtitulada al català.